# British firms
British firms è un nome utilizzato per descrivere i gruppi criminali organizzati del Regno Unito.
Il Regno Unito è stato tradizionalmente la sede di gruppi criminali coinvolti in diverse attività illegali. La criminalità nel Regno Unito è multietnica, come lo è la sua società, ma hanno in comune la loro provenienza. Il gruppo etnico dominante è ancora composto da gruppi criminali di britannici bianchi.
Al di fuori delle British firms coesistono gruppi criminali stranieri, come la Camorra, Ndrangheta, Cosa nostra, la mafia turca, la mafia albanese, le Triadi, la mafia russa, gli Yardies e gruppi criminali vietnamiti .  Tutta la Gran Bretagna si dice ospiti 7.500 diversi gruppi criminali che costano al Regno Unito, circa 135 milioni di € al giorno.

## Elenco di British firms
- Huyton Firm
- Hellbanianz
- Lyons Crime Family
- Sindacato del crimine di Clerkenwell
- The Hunt syndicate
- Gemelli Kray
- Richardson Gang
- Cartello di Curtis Warren
- McGraw firm
- Noonan firm
- Arif
- Liverpudlian mafia
- Peaky Blinders
- Cheetham Hillbillies
- Woolwich Boys
- The Whitney Gang
- John Haase firm
- The Fitzgibbons
- The Clarkes
- Kenneth Noye firm
- The Syndicate
- Birmingham Boys
- Charles Sabini Gang
- Elephant and Castle Mob
- The White Family
- Billy Hill Firm
- Jack "Spot" Comer’s Gang
- Scuttlers
- Mohocks